# Angelica Catalani

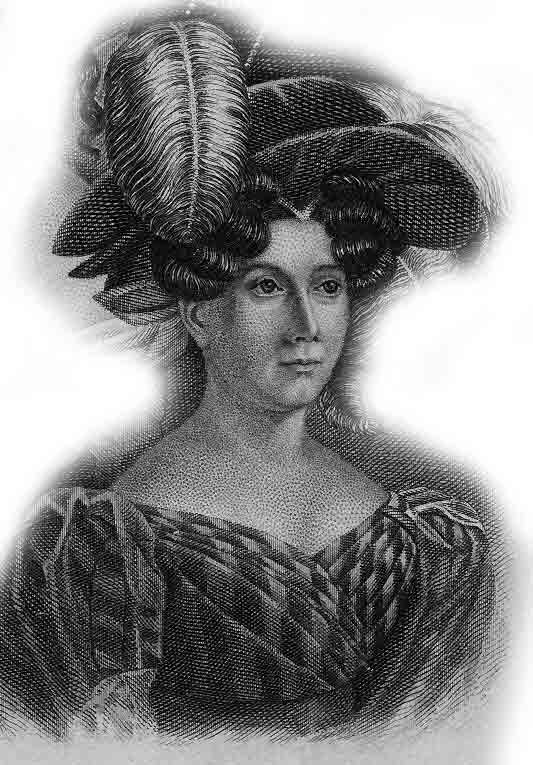
Angelica Catalani

Angelica Catalani, född 10 maj 1780 i Sinigaglia vid Ancona, död 12 juni 1849 i Paris i kolera var en italiensk operasångerska, sopran. 
Catalani var dotter till en handelsman och utbildade sig på klostret Santa Lucia i Gubbio där hennes magnifika röst, som var extraordinärt klar och ren, utvecklades. 1795 då hon endast var 15 år gammal gjorde hon debut i Venedig och var mycket framgångsrik och många impressarier ville anställa henne. I nästan 30 år turnerade hon i Europa och hon besökte Sverige 1827. Hon kom till England 1806 efter att ha sjungit mycket i Italien, Frankrike och Portugal med mycket stor framgång. I sju år var Catalani Prima donna assoluta och introducerade Mozarts Figaros bröllop för den engelska publiken 1812. 1814 anlände Catalani till Paris med sin man, Paul Valabrègue, och tog anställning där. Dessvärre blev det ett ekonomiskt fiasko på grund av hennes slösaktiga och extravaganta make. Hon fortsatte dock med sina konsertresor, hon avgudades fortfarande av sin publik, och tjänade stora summor pengar och 1828 drog hon sig tillbaka från scenen. 1830 bosatte hon sig i Florens där hon grundade en musikskola för fattiga flickor där hon också undervisade i sång.
Catalanis röst var en av 1800-talets mest omfångsrika (a - f³), klangfulla och böjliga sopranröster men hon kritiserades hårt av musikkritiker för sina rullader och överbelastade utsmyckningar i sången. Hon räknas ändå som en av musikhistoriens största sopraner. Hon lär även ha avskytt välorkestrerade operor då hon ansåg att de kvävde hennes röst, särskilt illa ska hon ha tyckt om Mozarts operor och avskyn blev större ju äldre hon blev.
Catalani besökte Sverige 1827; vid detta besök hörde hon Elisabeth Olin och Brita Catharina Lidbeck sjunga, och invaldes den 25 oktober samma år som utländsk ledamot nr. 59 av Kungliga Musikaliska Akademien. 